# عين خلاة الخالي
عين خلاة الخالي هي أحد عيون مدينة الدمام في المنطقة الشرقية من المملكة العربية السعودية.

## موقعها
تقع عين خلاة الخالي في ميناء الدمام على بعد 6 كم من خط الساحل، وكانت كمية المياه المتدفقة منها تقدر بنحو 2 لتر/انية، وتركيز الأملاح في مياهها نحو 3.500 جزء /ليون، وقد دفنت وردمت أثناء الأعمال الإنشائية لميناء الدمام عام 1403 هـ الموافق 1983م.